# Curtis Wright Aeronautical Corporation
Curtis Wright Aeronautical Corporation, później Curtis Wright Industries Aircraft & Trailers – amerykańskie przedsiębiorstwo działające w latach ok. 1927-49 produkujące między innymi samoloty i przyczepy kempingowe.  Firmę założył Curtis A. Wright, zbieżność imienia i nazwiska z nazwą znanego producenta lotniczego Curtiss-Wright Corporation jest przypadkowa.

## Historia
Przedsiębiorstwo powstała około 1927 - 26 października tego roku do amerykańskiego Departamentu Handlu (DoC) wpłynęło podanie o rejestrację samolotu Curtis Wright C.W.1A Coupe.  W dalszej korespondencji pomiędzy DoC i Curtis Wright Corporation, nazwa tejże firmy była często przekręcana na „Curtiss-Wright” i „Curtis-Wright” co doprowadziło do częstych pomyłem związanych z identyfikacją samolotów Curtis Wright, które bywały mylone ze znacznie bardziej znanymi samolotami Curtiss-Wright Corporation.  Firma Curtis Wright Aeronautical została zarejestrowana przed powstaniem Curtiss-Wright, ale wydaje się prawdopodobne, że po zyskaniu znacznej popularności przez Curtiss-Wright, Curtis A. Wright specjalnie wykorzystywał podobieństwo nazw tychże firm.
Przedsiębiorstwo wyprodukowało kilka samolotów, ale już jako Curtis Wright Industries było bardziej znane, z produkcji przyczep kempingowych.  W 1949 Curtis Wright Industries zostało wykupione grupę inwestorów i przemianowane na Silver Streak Trailer Company.

## Lista samolotów
Lista znanych konstrukcji lotniczych Curtis Wright:
- Curtis Wright C.W.1A Coupe (1927)
- Curtis Wright C.W.1H Air Coach (1927) - prawdopodobnie niezbudowany
- Curtis Wright C.W.2P (1927)
- Curtis Wright C.W.2 Sport Trainer (1929)
- Curtis Wright C.W.4 Commercial (1929)
- Curtis Wright C.W.5 Junior Transport (1929)
- Curtis Wright CW-2 (ok. 1945)
- Curtis Wright CW-21 (1949)